# Bilibino
Bilibino (rusky Били́бино) je město na ruském Dálném východě. S více než pěti tisíci obyvateli je druhým největším sídlem Čukotského autonomního okruhu.

## Geografie
Město se nachází na soutoku řeky Karalveem s řekou Bolšoj Kaperveem, 653 km od Anadyru. Bilibino se nachází v přechodové zóně mezi jehličnatými lesy a tundrou Východosibiřské vysočiny, jihovýchodně od pohorky Pyrkanaj, jihozápadně od Raučuanského hřbetu a severně od Kyrganajského hřebu a Čuvanského pohoří.

## Historie
V okolí města byly nalezeny nejstarší lidské pozůstatky z období mladší doby kamenné. Pozůstatky tábořišť pravěkých lovců byly vykopány na břehu řeky Orlovky a u jezer Tytyl a Ilirnej.
Ve dvacátých letech zde zahájil geolog Jurij Bilibin těžbu zlata. V roce 1955 byla v blízkosti dolů založena osada zlatokopů, která byla pojmenována Karalvej. V roce 1956 byla přejmenována na počest geologa a zlatokopa Jurije Bilibina. Dne 6. září 1958 byla osada povýšena na sídlo městského typu. V roce 1993 bylo Bilibino povýšeno na město.

## Ekonomika

### Energetika
V roce 1976 byla v Bilibinu otevřena nejsevernější jaderná elektrárna na světě, která má celkový výkon 36 MW. Tato má být nahrazena plovoucí jadernou elektrárnou Akademik Lomonosov v městě Pevek.

### Zemědělství
Ve městě je skleníková farma Rosinka, která má k dispozici 0,75 hektaru skleníkových komplexů. V roce 2014 vypěstovala 69,1 tun rostlinných produktů a pracovala tam 22 zaměstnanců. Farma se zaměřuje na pěstování čerstvé zeleniny, pěstování květin a vyrábí 30 druhů konzervované zeleniny. 

### Doprava
Do roku 2026 bude ve městě postaven nový logistický terminál s kapacitou 3 tisíce tun odbaveného nákladu měsíčně, který má posílit rozvoj nákladní dopravy na Severní mořské cestě.
Bilibino je spojeno s vesnicemi okresu, zlatými doly a městem Pevek četnými polními a zimními silnicemi. 
Letecká spojení je přes letiště Keperveem, které se nachází 36 km daleko ve stejnojmenné obci.
Ve městě jsou pravidelné autobusové linky.

## Obyvatelstvo
Podle sčítání v roce 1989 mělo Bilibino přes 15 000 obyvatel, jejich počet se od té doby rychle snižuje. V roce 2023 žilo v obci již jen 5 409 obyvatel.

## Náboženství
První pravoslavná farnost vznikla ve městě v roce 1991, o čtyři roky později byla pravoslavné církvi poskytnuta budova bývalého pionýrského domu. V roce 2009 byl ve městě postaven první pravoslavný kostelík, který byl pojmenován na počest sv. Serafima Sarovského.
V roce 2004, během oslav stého výročí svatořečení Serafima Sarovského, byla na místním Aliskerovském vrchu vztyčen velký pravoslavný kříž.